# Tokyo Electric Power Company
Токийская энергетическая компания (яп. 東京電力株式会社 То:кё: дэнрёку кабусики-гайся, англ. Tokyo Electric Power Company, Incorporated (TEPCO)) — японская электроэнергетическая компания. Снабжает электроэнергией регион Канто, префектуру Яманаси и восточную часть префектуры Сидзуока. Также известна как TEPCO. Компания занимает 118 место в Fortune Global 500 в 2011 году.

## История
Токийская энергетическая компания была основана 1 мая 1951 года. Изначально компания располагала одной ГЭС. Первая ТЭЦ компании (55МВт) была введена в строй 18 ноября 1953 года. В 1959 году была запущена вторая тепловая станция, в 1965 году — вторая ГЭС мощностью 80,23МВт.
В 1971 году Токийская энергетическая компания запустила свою первую АЭС (460МВт) в префектуре Фукусима. В 1985 году запущена новая ТЭЦ в городе Футцу, префектура Тиба.
В 1992 году компания впервые представила доклад о действиях по защите окружающей среды, который впоследствии стал издаваться ежегодно.
В 1997 году введена в строй новая АЭС компании в префекутре Ниигата, оснащённая 7 реакторами совокупной мощностью 8212 МВт. Данная АЭС является одной из крупнейших в мире.
В 1998 году тарифы на электроэнергию в среднем сокращены на 4,2 %. В 2000 году компания запустила первую ветряную электростанцию. В том же году тарифы были снижены в среднем на 5,32 %. В 2002 году тарифы сокращены ещё на 7,02 %. В 2004 году — на 5,21 %.
В 2005 году TEPCO совместно с Japan Atomic Power Company учредили СП Recyclable-Fuel Storage Company для переработки отработанного ядерного топлива.
В 2006 году тарифы компании были сокращены на 4,01 %.

### Авария на АЭС Фукусима I
В 2011 году 11 марта в результате сильнейшего землетрясения на севере Японии на принадлежащей компании АЭС Фукусима I произошла серьёзная авария с выбросом радиации в окружающую среду.
Позднее председатель совета директоров TEPCO заявил о неизбежности ликвидации четырёх (из шести) аварийных энергоблоков АЭС. Эксперты оценили стоимость ликвидации, которая может занять до 30 лет, в $12 млрд. В конце марта 2011 года руководство TEPCO заявило о необходимости получения крупнейшего кредита в сумме до $25 млрд на восстановление разрушенной станции и погашение долгов (компании в 2011 году предстоят существенные выплаты по эмитированным ей облигациям). В мае 2011 года стало известно о том, что вследствие аварии TEPCO за финансовый год, закончившийся в марте, понесла рекордные убытки в 1,247 трлн иен ($15,28 млрд), а руководитель компании Масатака Симидзу принял решение покинуть свой пост.
Годом спустя, в марте 2012 года, TEPCO обратилась за помощью к государству, запросив 1 трлн иен ($12 млрд) в надежде избежать банкротства. Аналитики Bloomberg предположили, что это — первый шаг на пути к национализации компании: предполагается, что в обмен на запрошенную помощь государство получит 51 % акций компании, предусмотрено и дальнейшее повышение доли японского правительства.

## Собственники и руководство
Основные акционеры компании на март 2011 года: Japan Trustee Services Bank (4,47 %), The Dai-ichi Mutual Life Insurance (4,07 %), Nippon Life Insurance (3,90 %), The Master Trust Bank of Japan (3,81 %), муниципалитет города Токио (3,15 %).
Председатель совета директоров компании — Кадзухико Симокобэ, президент — Масатака Симидзу.

## Деятельность
На 2011 год бизнес компании сосредоточен в 5 сегментах:
- генерация электроэнергии;
- телекоммуникации;
- строительство и эксплуатация электростанций;
- сопутствующие жилищно-коммунальные услуги;
- инвестиции в электроэнергетику за рубежом.

Совокупная мощность электростанций составляет 64,3 ГВт.

## Показатели деятельности
| Ведущие компании-операторы АЭС мира |                          |                  |                    |                |                   |                                    |                                    |                                    |
| Компания | Международное сокращение | Страна           | Число энергоблоков | Число площадок | Мощность, ГВт (э) | Производство электроэнергии, ТВт*ч | Производство электроэнергии, ТВт*ч | Производство электроэнергии, ТВт*ч |
| Компания | Международное сокращение | Страна           | Число энергоблоков | Число площадок | Мощность, ГВт (э) | 2011                               | 2012                               | 2013                               |
| Électricité de France | EDF                      | Франция          | 58                 | 19             | 63,1              | 423,5                              | 407,4                              | 403,7                              |
| Росэнергоатом | REA                      | Россия           | 33                 | 10             | 25,2              | 172,7                              | 177,3                              | 172,2                              |
| Korea Hydro & Nuclear Power | KHNP                     | Республика Корея | 23                 | 6              | 20,7              | 147,8                              | 143,6                              | 145,0                              |
| Exelon | Exelon                   | США              | 17                 | 10             | 18,0              | 131,7                              | 131,8                              | 134,0                              |
| Энергоатом | NNEGC                    | Украина          | 15                 | 4              | 13,8              | 84,9                               | 84,9                               | 79,0                               |
| Tokyo Electric Power Company | TEPCO                    | Япония           | 11                 | 2              | 12,6              | 42,9                               | 3,4                                | 0                                  |
| Источник: Сравнительные данные ведущих компаний, эксплуатирующих АЭС // Годовой отчет 2013. — Концерн Роэнергоатом, 2014. — С. 44. (Дата обращения: 7 декабря 2014) |                          |                  |                    |                |                   |                                    |                                    |                                    |